# Електрофільний реагент
Еле́ктрофíльний реаге́нт, електрофíл (рос. электрофильный реагент, англ. electrophilic reagent) —
1. Катіон або молекула, які мають вільну орбіталь або центр з пониженою електронною густиною і під час реакції приймають від субстрату для утворення з ним зв'язку електронну пару (чи приєднуються до атома з вільною електронною парою). До електрофіліів відносяться , наприклад, кислоти Льюїса.
2. Полярний радикал, що показує вищу відносну реактивність до реакційних центрів з високою електронною густиною.